# Carrier
Carrier /Pl. Carriers = 'nosač(i)/ (Dakelh-ne, Dakelhne, Yinka Dene;  Nosač).-pleme i grupa plemena Athapaskan Indijanaca koje do danas obitava u krajevima oko jezera Eutsuk, Francis, Babine i Stuart, te u izvorišnim predjelima rijeke Fraser i otuda na jug do Quesnela, Britanska Kolumbija, Kanada. Prema procjeni Carriera je 1780. bilo oko 5,000. 

## Ime
Ime koji ovi Indijanci nose, 'Carrier', došlo je po njihovom neobičnom običaju. Kada Carrier-ženi umre muž, njegov leš se spali. Udovica tada mora ležati tik uz vatru gdje je on spaljen, sve dok ne obamre. Nakon toga sakuplja njegov pepeo i ostatke kostiju i to mora (po nekima dvije) tri godine nositi sa sobom.  Cijelo to vrijeme obučena je u prnje i s njom se postupa kao prema robinji. –Sami sebe oni zovu Dakelh-ne /"People Who Go Around In Boats"/ ili Yinka Dene, njegova varijanta je Takulli, kojim ih nazivaju srodna Athapaskan plemena.  U imenu se javlja sufix 't'en ili 'whut'en u značenju (ljudi od ili iz), čime poznavaoci ovog jezika, odmah mogu identificirati odakle je pleme porijeklom, ili nam objašnjava gdje su prije obitavali. Za njih postoji i naziv Atlashimih, manje poznat, a njime ga je nazivalo pleme Bella Coola. Porteur je francuski naziv. Mackenzie je koristio termin Nagailer.

## Plemena i bande
-Poznavaoc Swanton, Carrier Indiajnce dijelio na 3 glavne grane : 
1) Northern Carrier (s bandama) :
a. Necosliwoten (Nikozliautin, Necoslie, Stuart Lake, Nak'azdli), u dva sela na južnom dijelu Stuart Lake i Pintce Riveru, to su Nakraztli (Stuart Lake), i Pintce na ušću Pintce Rivera u Stuart Lake. 
b. Tachiwoten (Stuart-Trembleur, Tatshiautin), na jezerima Stuart, Thatlah, Tremblay i Connolly, te na Tachi Riveru. Sela su im : Kezche na Taché River, Sasthut na Connolly Lake, Tachy na ušću Taché River, Tsisli na ušću Tatlah River, Tsisthainli na Lac Trembleur, Yucuche na Stuart Lake i možda Saikez (danas Saik' uz, zvani i Stony Creek; jezično su srodni s Tanoten) južno od Nechaco River. Danas su podijeljeni na nekoliko bandi. Saik'uz (Stony Creek): s Tachickwoten (Tatshikotin, Tachick), banda čije je selo bilo Kezche s Taché River, i Nulkiwoten; Tl'azt'en (Stuart-Trembleur) i Yekooche. 
2) Southern Carrier :
a. Tauten (Tautin), na Fraser Riveru oko stare tvrđave Fort Alexander.
b. Naskoten (Naskotin, Nazko, Ndazko), u selima Chentsithala i Nesietsha, na rijeci Fraser blizu mjesta gdje joj Balckwater predaje svoje vode.  Danas se dijele na bande Nazko (Chuntezni’i),  Quesnel (Red Bluff, Lhtakoh), Kluskoten (Kluskus), Lhk'acho (Ulkacho),
c. Tanoten (Fort George, Tanotenne, Lheit Lit'en, Lheidli T’enneh), tamo gdje se spajaju vode Stuarta i Nechaka. Srodni su sa Saik'uz.
d. Ntshaautin, na Blackwater River (West Road River) i gornjem Nechako Riveru.
e. Natliwoten (Fraser Lake, Natliatin, Nadleh Whut'en*), na Natleh i Stella. Ove dvije bande nisu ni danas udružene, i izgleda da je Dawson imao pravo kada ih je razlikovao kao različite. – Stellawoten (Stellat'en) se danas vode zasebno kao Stellaquo (band).
Yinka Dene Language Institute 2006 izdaje popis srodnih bandi koje govore Fraser-Nechako diajlektima: Saik'uz, Nadleh, Sdelakoh, Tsetl'adak, Burns Lake Band i Lheidli; dijalektima Stuart/Trembleur lake: Nak'azdli, Tl'azt'en, i Yekooche Band; i dijalektima Blackwater: Lhk'acho, Lhoosk'uz, Ndazkoh i Lhtakoh. 
3)Babine:
a.Nataotin (Natot’en, Babine Lake, Lake Babine), ovi Indijanci su sa srednjeg toka Babine i na Babine Lake. Imaše dva sela: Lathakrezla (na sjevernoj strani Babine Lake)  Neskollek (na Babine Lake).
b.Hwotsotenne (Wet'suwet'en, Bulkley River, Witsiwoten), oni su s Bulkley Rivera, a lovišta su im sve do Francis Lake. Kasnije su se podijeli na bande: Bulkley River, Burns Lake, Hagwilget, Moricetown i Omineca. Njihova sela bijahu: 
- Hagwilget, na Bulkley Riveru, 3 milje jugoistočno Hazletona. Ova banda kasnije je poznata i kao Tsitsk.
- Hwotat, na istočnoj obali Babine Lake.
- Keyerhwotket, na Bulkley River.

*Lachalsap, na Bulkley River.
- Tsechah, na Bulkley River.
- Tselkazkwo, na Bulkley River.

Dawson (1880.) već razlikuje narod Sjevernih Nosača iz distrikta Kezche od Tatshiautina pod imenom Kustsheotin, i narod iz Tachy distrikta od ostalih Tatshiautina pod imenom Tatshikotin, te i narod Južnih Nosača iz distrikta Stella od Natliatina pod imenom Stelatin (danas Stellawoten)
Suvremene bande su : Carrier, Cheslatta Carrier, Kluskus, Lake Babine, Lheit lit'en, Moricetown, Nadleh Whuten, Nak'azdli, Nee-tahi-buhn, Red Bluff, Saik'uz, Skin Tyee, Stellat'en, Ulkatcho i Yekooche.

## Etnografija
Carrieri i njihovi srodnici Babine matrifokalno su društvo, matrilinearnog nasljeđa i organizirani po klanovima. Ovi klanovi u njihovim očima, za njih bijahu izvor srodstva. Od susjednih snažnih Sjeverozapadnih obalnih plemena preuzeli su i 'potlatch'. Oni su ipak daleko siromašniji od njih, a rastrošnost Tlingita i drugih spala je na puko cicijašenje. Plemić Carriera mogao je da svoju su titulu vrednuju samo kroz obrazac sa Sjeverozapadne obale, to ga je koštalo u mršavim viškovima lososa, ribe koja je Indijancima osiguravala opstanak i spas od skapavanja glađu. Bili su ipak u boljem položaju nego Atapaskani iz kotline Mackenzie. Carrieri su imali niz neobičnih običaja, od onoga po kojemu su dobili ime, pa do izolacije 'nečistih' (menstrualnih) djevojaka koje su ulazak u zrelost morale dočekati na izoliranim mjestima, daleko od ljudskih ičiju. Menstrualna žena nije nikako smjela preći preko traga neke životinje, tada bi je bilo nemoguće uloviti. Ako se ipak ne bi moglo drugačije, takva žena morala se prenijeti preko traga. Lov je također zahtijevao neke određene žrtve. Tako da bi uhvatio kunu u svoju zamku, Carrier je morao deset noći provesti spavajući sam kraj vatre, sa štapom na vratu. Ovo će uroditi plodom i štap njegove zamke past će nesretnoj životinji za vrat.

## Povijest
Carriere 1793. posjećuje Alexander Mackenzie na svom putu s jezera Athabaska prema Pacifiku. Godine 1805. u zemlji Sekana Simon Fraser podigao je utvrdu Fort McLeod, a poslužila je i Carrierima kao mjesto za trgovinu, sve dok i na njihovom području nije 1806. nije podignuta druga utvrda, Fort St. James, blizu jezera Stuart. Katolički svećenik Otac Demers 1843. počinje među njima s misionarskim poslovima, vrlo uspješno, što je možda uzrok većem broju dolaska bijelih trgovaca, rudara, naseljenika, i konačnim prodorom Kanadske transkontinentalne željeznice za Prince Rupert.

## Vanjeske poveznice
- The Dakelh Language
- Dakelh Bands, Communities, and Tribal Councils
- Dakelh Dialects